# Macbeth (film 1982)
Macbeth è un film drammatico del 1982 diretto da Béla Tarr.